# Gibraltar (Michigan)
Gibraltar ist eine Stadt in Wayne County im US-Bundesstaat Michigan. Das U.S. Census Bureau hat bei der Volkszählung 2020 eine Einwohnerzahl von 4.997 ermittelt.

## Geographie
Laut der US-Behörde Statistikbehörde beträgt die Gesamtfläche von Gibraltar 11,2 km². Davon sind 9,9 km² festes Land und 1,3 km² Wasser. Somit beträgt der Anteil des Wassers 11,52 % der Gesamtfläche.

## Demografische Daten
Bei der Volkszählung im Jahre 2000 waren 4.264 Menschen, 1.728 Haushalte und 1.225 Familien in der Stadt gemeldet. Die Bevölkerungsdichte beträgt 428,7 Ew./km². Mit 1.791 Wohnhäusern befanden sich im Durchschnitt 180,1 Häuser pro Quadratkilometer.
Die Bevölkerung besteht zu 96,74 % aus Weißen, zu 0,52 % aus Afroamerikanern, zu 0,33 % aus Indianern, zu 0,40 % aus Asiaten und zu 2,01 % aus anderen Ethnien. Im Gesamten sind 1,83 % lateinamerikanischer Abstammung.
Es befinden sich 1,728 Haushalte in Gibraltar. In
- 31,3 % wohnen Familien mit Kindern unter 18 Jahren
- 56,0 % wohnen verheiratete Paare
- 10,1 % wohnen Familien mit einer verwitweten Hausfrau
- 29,1 % wohnen keine Familienpaare
- 23,3 % wohnen Singles
- 5,5 % wohnen Menschen im Alter von 65 und älter alleine.

Im Durchschnitt leben pro Haushalt 2,46 Personen und 2,89 Kinder.
In Gibraltar sind 23,5 % der Einwohner unter 18, 7,9 % zwischen 18 und 24, 31,5 % zwischen 25 und 44, 28,2 % zwischen 45 und 64 und 8,9 % 65 Jahre und älter.

Das Durchschnittsalter beträgt 38 Jahre. Auf 100 Frauen kommen 101,7 Männer. Auf 100 Frauen, die 18 oder älter sind kommen 101,1 Männer.
Das durchschnittliche Einkommen pro Jahr eines normalen Haushaltes beträgt 58.167 US$, eines Familienhaushaltes 67.457 US$. Männer haben ein Durchschnittseinkommen von 53.750 US$ gegenüber Frauen mit 31.708 US$. Das durchschnittliche Pro-Kopf-Einkommen der Stadt liegt bei 28.528 US$.

1,9 % der Familien und 2,9 % der Bevölkerung leben unter der Armutsgrenze (miteinbezogen jene 1,3 % mit einem Alter von 18 und jünger sowie jene 3,2 % mit einem Alter von 65 und älter).